# Bunias
Genre
Bunias est un genre de plantes herbacées de la famille des Brassicacées. Ce nom vient du grec ancien βουνιας (bounias) qui désignait une sorte de navet et viendrait d'un mot du dialecte cyrénaïque, βουνός (bounós) « colline ; autel ; caillot ».

## Liste d'espèces
Selon ITIS (13 mai 2021) et NCBI (13 mai 2021) :
- Bunias erucago L. - Bunias fausse-roquette, érucage, érucago, érucague, fausse-roquette, masse au bedeau, roquette des champs...
- Bunias orientalis L. - Roquette d’Orient ou Bunias d’Orient

Selon Catalogue of Life (20 février 2025) :
- Bunias erucago L.
- Bunias orientalis L.